# Gravity (álbum de Bullet for My Valentine)
Gravity es el sexto álbum de estudio de la banda galesa de metalcore, Bullet for My Valentine. Fue lanzado el 29 de junio de 2018, a través de Spinefarm Records, su primer disco bajo el sello discográfico. Es el primer álbum con el baterista Jason Bowld que se unió como miembro de la gira en 2016 debido al reemplazo del baterista original Michael "Moose" Thomas por asuntos personales hasta su salida en ese mismo año, al año siguiente se unió como miembro oficial.
Gravity es sólo una aproximación básica al sonido de la banda en sus discos anteriores, dejando atrás el metalcore lo que caracterizó a sus trabajos más recientes, esta dirigiendo su nuevo álbum hacia el sonido de metal alternativo y el nu metal.

## Promoción
El 1 de abril de 2018, Bullet for My Valentine debutó una nueva canción, "Over It", en BBC Radio 1. La canción es el primer sencillo de su sexto álbum de estudio, Gravity, que se confirmó para su lanzamiento el 29 de junio de 2018.

## Lista de canciones
| N.º | Título               | Duración |  |
| 1.  | «Leap of Faith»      | 3:19     |  |
| 2.  | «Over It»            | 3:47     |  |
| 3.  | «Letting You Go»     | 3:43     |  |
| 4.  | «Not Dead Yet»       | 3:21     |  |
| 5.  | «The Very Last Time» | 3:57     |  |
| 6.  | «Piece of Me»        | 3:26     |  |
| 7.  | «Under Again»        | 4:10     |  |
| 8.  | «Gravity»            | 4:00     |  |
| 9.  | «Coma»               | 3:33     |  |
| 10. | «Don't Need You»     | 4:40     |  |
| 11. | «Breathe Underwater» | 3:41     |  |

| Bonus tracks de la edición deluxe |                |          |  |
| N.º                               | Título         | Duración |  |
| 12.                               | «Breaking Out» | 3:27     |  |
| 13.                               | «Crawling»     | 3:54     |  |

| Bonus tracks de Reino Unido y Target |                                          |          |  |
| N.º                                  | Título                                   | Duración |  |
| 12.                                  | «Radioactive» (cover de Imagine Dragons) | 3:05     |  |
| 13.                                  | «Letting You Go» (Zardonic remix)        | 3:43     |  |

| Bonus tracks de Japón |                                                                     |          |  |
| N.º                   | Título                                                              | Duración |  |
| 12.                   | «Breaking Out»                                                      | 3:27     |  |
| 13.                   | «Crawling»                                                          | 3:54     |  |
| 14.                   | «Breathe Underwater» (piano version)                                | 3:41     |  |
| 15.                   | «The Very Last Time» (piano version)                                | 3:57     |  |
| 16.                   | «Under Again» (piano version)                                       | 4:10     |  |
| 17.                   | «Don't Need You» (live from O2 Brixton Academy on 10 December 2016) | 4:40     |  |

## Posicionamiento en lista
| Lista (2018)                          | Posiciones |
| ------------------------------------- | ---------- |
| Alemania (Media Control Charts)       | 7          |
| Australia (ARIA)                      | 10         |
| Austria (Ö3 Austria)                  | 7          |
| Bélgica (Ultratop Flandes)            | 21         |
| Bélgica (Ultratop Valonia)            | 27         |
| Canadá (Billboard Canadian Albums)    | 18         |
| Países Bajos (Album Top 100)          | 65         |
| Escocia (Scottish Albums Chart)       | 15         |
| Finlandia (Suomen virallinen lista)   | 12         |
| Noruega (VG‑lista)                    | 39         |
| Spanish Albums (PROMUSICAE)           | 50         |
| Swedish Albums (Sverigetopplistan)    | 47         |
| Suiza (Schweizer Hitparade)           | 6          |
| Reino Unido (UK Albums Chart)         | 13         |
| Estados Unidos (Billboard 200)        | 17         |
| Estados Unidos (Top Hard Rock Albums) | 2          |
| Estados Unidos (Top Rock Albums)      | 6          |

## Formación
Bullet for my Valentine
- Matthew "Matt" Tuck - (voz, guitarra rítmica, bajo)
- Michael "Padge" Paget - (guitarra líder, coros)
- Jason Bowld - (batería)
- Jamie Mathias - (bajo, segunda voz)

Técnicos
- Carl Brown - Producción, mezclas y teclado
- Colin Richardson - Producción en "Don't Need You"
- Alex Robinson - Asistente de mezclas
- Daniel Holub - arte y diseño del álbum